# Энгелёйские мосты
Энгелёйские мосты (норв. Engeløybruene) — два автодорожных моста на дороге №835 (fylkesvei  835) в коммуне Стейген, Норвегия. Связывают остров Энгелёй с материком.  Мосты были открыты в августе 1978 года королём Норвегии Улафом V.
Верхний Энгелёйский мост (норв. Engeløy Høybrua) – железобетонный рамно-консольный мост, соединяет материк и остров Олстадёйа (норв. Ålstadøya). Длина моста составляет 548 м, наибольший пролет – 110 м.
Нижний Энгелёйский мост (норв. Engeløy Lavbrua) – железобетонный балочный мост, соединяет острова Олстадёйа (норв. Ålstadøya) и Энгелёй (норв. Engeløya). Длина моста составляет 360 м, длина пролетов – 24 м.